# Trichiotinus piger
Trichiotinus piger är en skalbaggsart som beskrevs av Fabricius 1775. Trichiotinus piger ingår i släktet Trichiotinus och familjen Cetoniidae. Inga underarter finns listade i Catalogue of Life.